# Gaetano Baviera

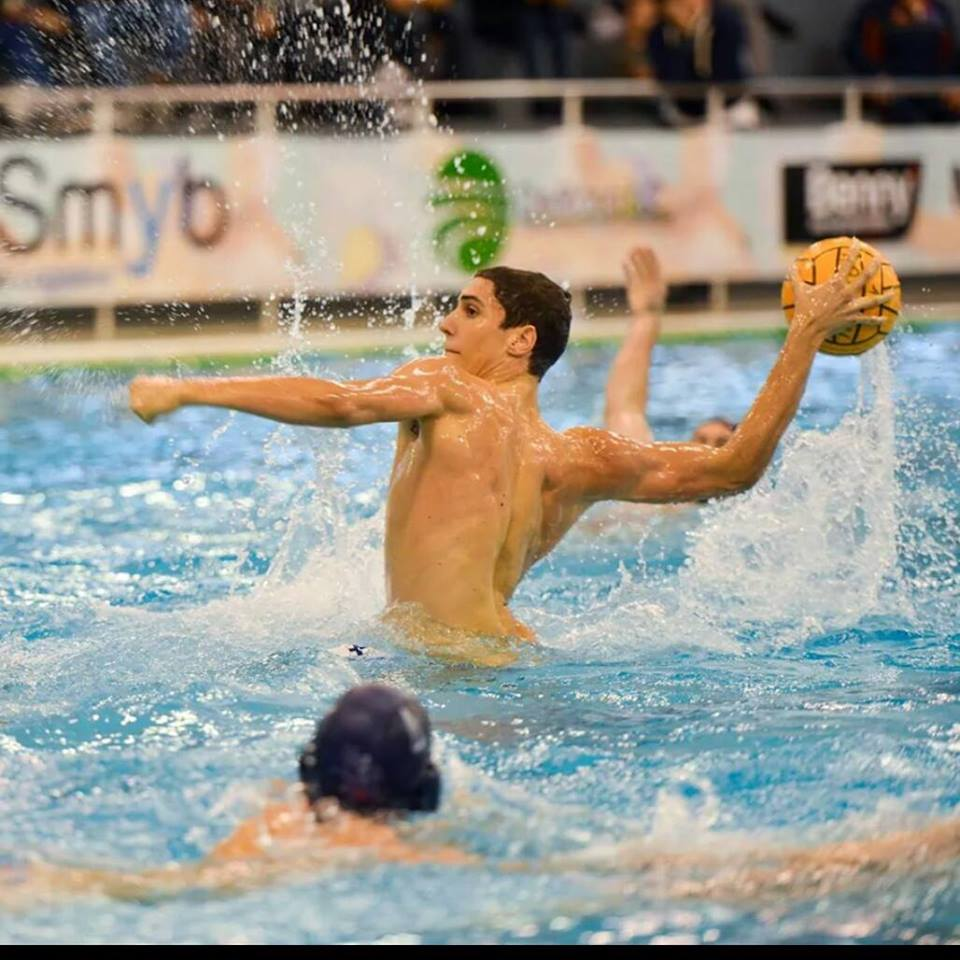
Gaetano Baviera in partita nel 2015

Gaetano Baviera (Salerno, 15 settembre 1998) è un pallanuotista italiano.

## Biografia
Nasce come pallanuotista a Salerno, precisamente nella Rari Nantes Arechi, contribuendo alla promozione in Serie A2. Si trasferisce alla Canottieri nel 2015, vanta 70 presenze in nazionale giovanile con 75 reti all'attivo.  